# Serge Bosmans
Serge Bosmans (6 augustus 1954) is een Belgisch stripauteur die werkt onder het pseudoniem Bosse. 

## Carrière
Bosmans kwam in de stripwereld terecht nadat hij op de Brusselse kunstacademie kennis maakte met Watch, Dédé en Bom. Samen publiceerden ze enkele tekeningen en strips in stripblad Robbedoes. Met zijn vriend Christian Darasse maakte hij de strip Tonnie, die vanaf 1978 werd gepubliceerd in Robbedoes. Beiden schreven aan het scenario en terwijl Bosse instond voor de potloodschets, verzorgde Darasse het inkten. Het titelpersonage Tonnie is een frêle jongen die in een kostschool af te rekenen krijgt met een brutale opzichter en jaloerse medeleerlingen. Maar dankzij een magisch boek kan Tonnie vluchten naar een fantasiewereld. Deze poëtische strip sloot aan bij andere strips in Robbedoes van een nieuwe generatie stripauteurs zoals Frommeltje en Viola en Ragebol en verscheen regelmatig tot in 1984. Met Darasse maakte Bosse ook de strip Plume et Mutine voor het tijdschrift Oxygène en de strip Donjons et dragons voor Tintin.
Het grootste succes kende Bosse als scenarist. In 1983 begon hij met tekenaar Michetz de strip Kogaratsu, een historische strip rond een Japanse ronin. Eerder hadden ze al een korte samenwerking met La meute du fou. Verder schreef Bosse de scenario's voor twee stripalbums getekend door Norma in de reeks Hazel en Ogan. 

## Reeksen
- Kogaratsu
- Hazel en Organ
- Tonnie
- Tamara

- Biblioteca Nacional de España: XX863286
- Bibliothèque nationale de France: cb11893059x (data)
- Gemeinsame Normdatei: 137030169
- International Standard Name Identifier: 0000 0000 7974 298X
- Nederlandse Thesaurus van Auteursnamen: 071046720
- Système universitaire de documentation: 026740877
- Virtual International Authority File: 44295849